# Vladislav IV. Vasa
Vladislav IV. Vasa (9. června 1595, Krakov, Polsko – 20. května 1648, Merkinė, Litva), byl od roku 1632 polský král a velkokníže litevský. V letech 1610–1613 byl zvoleným ruským carem, do roku 1634 titulárním carem Ruska.

## Život

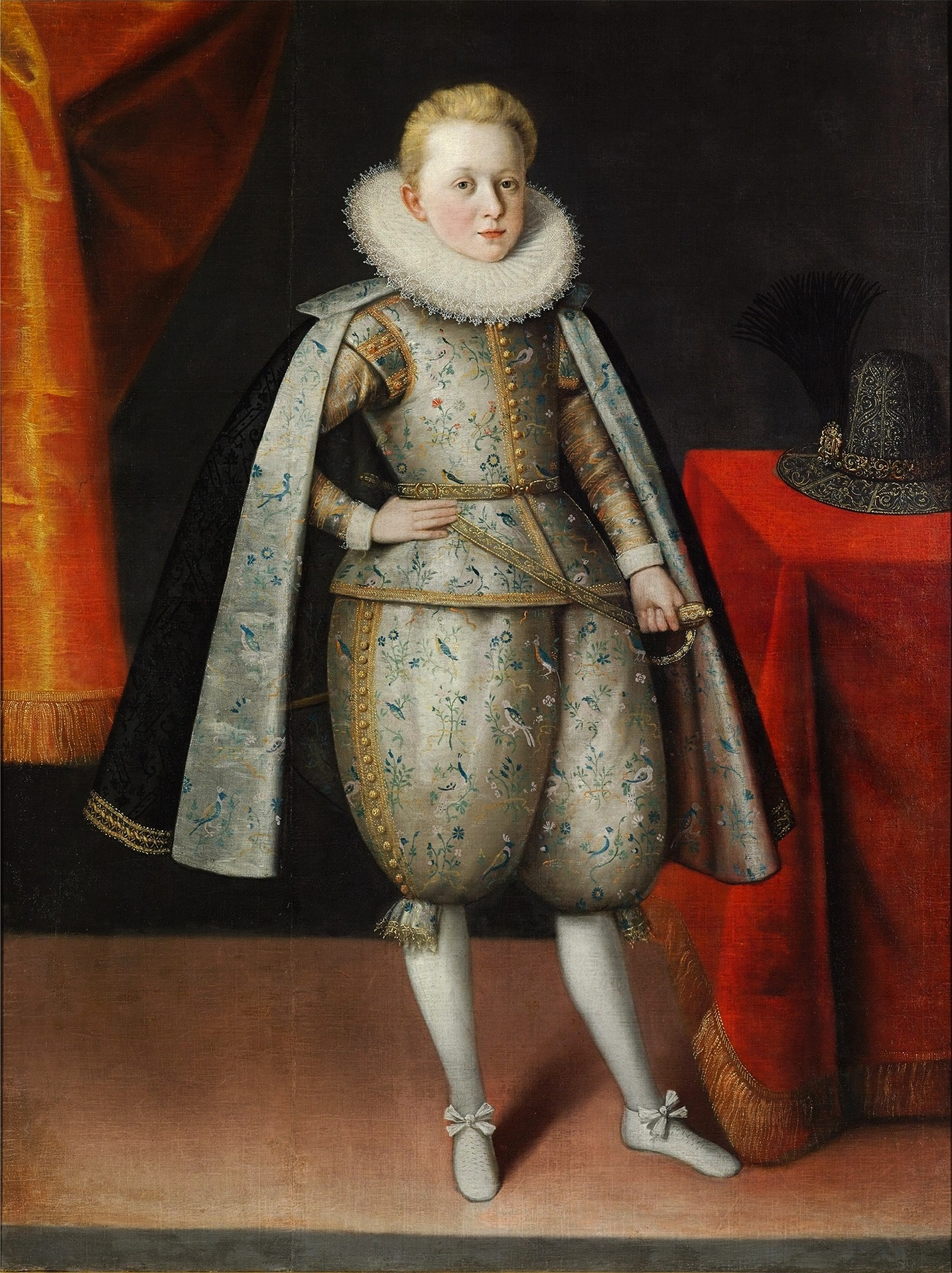
Jakob Troschel: Princ Vladislav IV.Zikmund jako desetiletý

Vladislav se narodil jako prvorozený syn krále Zikmunda Vasy a královny Anny Habsburské.
Když roku 1610 polská armáda dobyla Moskvu, byl patnáctiletý Vasa sedmi bojary zvolen ruským carem, ale kvůli postavení svého otce a lidovému povstání se trůnu neujal. Přesto až do roku 1634 užíval titul ruského cara a velkoknížete moskevského. V roce 1632 byl zvolen polským králem. Velkou měrou byl úspěšný v obraně polsko-litevského státu před cizí invazí, zejména ve válce ve Smolensku v letech 1632–34, jíž se osobně zúčastnil.
Podporoval náboženskou toleranci a prováděl vojenské reformy, jako bylo založení spojených sil námořnictva. Selhal však při znovuzískání švédského trůnu. Proslavil se porážkou Osmanské říše, posílením královské moci a reformou politického systému. Navzdory neúspěchům jeho osobní charisma a popularita v celé společnosti přispěly k relativnímu vnitřnímu klidu říše.
Přestože byl třikrát ženat, zemřel bez legitimního syna. Jeho smrt znamenala konec relativní stability Polsko-litevského státu. Vnitřní konflikty a napětí, které narůstaly po několik desetiletí, pak vyvrcholily s ničivými následky. Povstání Chmelnického na východě (1648) a následná švédská invaze („Potopa“, 1655–60) oslabily zemi a oslabily postavení Polska jako regionální mocnosti. Proto byla Vladislavova vláda v následujících desetiletích vnímána jako zlatá éra stability a prosperity.
Vladislav zemřel na Litvě, ale byl pohřben v krakovské katedrále na Wawelu. Jeho pozlacený sarkofág s reliéfními scénami z jeho života se dochoval. Jeho nástupcem se stal jeho nevlastní bratr, bývalý kardinál Jan II. Kazimír Vasa, který byl zároveň posledním příslušníkem dynastie Vasa na polském trůnu.

## Sběratel umění

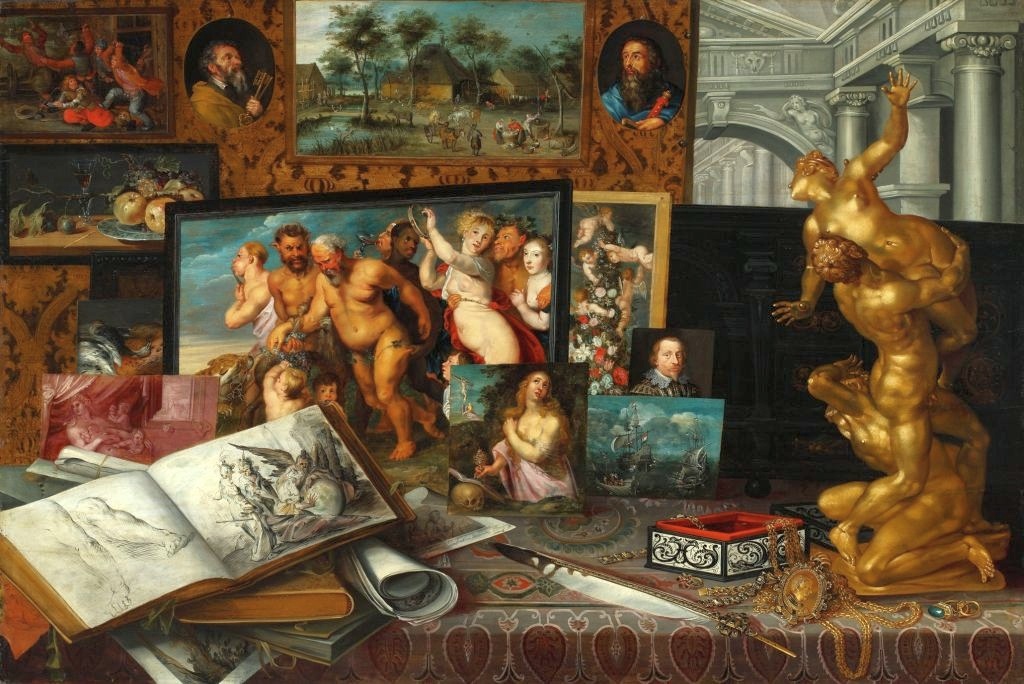
Umělecká sbírka Vladislava IV. Vasy na obraze Étienna de la Hire

Vladislav IV. byl známým mecenášem výtvarného umění a hudby. Sběratelství výtvarného umění se začal věnovat již jako princ během své kavalírské cesty po Evropě v roce 1626. Větší část svých sbírek uchovával v královském zámku v Krakově. Rád se dával portrétovat, dochovalo se osm velkoformátových podobizen od významných evropských malířů. Jeho sbírky jsou v současnosti rozptýleny po celém světě.
Zajímavý osud měl jeho dětský portrét od Jakoba Trouschela. Vladislavova sestra Anna Kateřina Konstance jej roku 1642 odvezla do Neuburgu na Dunaji, odkud byl počátkem roku 1945 uloupen nacisty a převezen do Mnichova. Tam jej Státní umělecké sbírky vystavovaly až do roku 1973. Tehdy Spolková republika Německo uznala jeho vlastnictví za válečnou loupež a vrátila jej Polsku. 
Zlatý ruský koflík s víčkem, zdobený niellem, drahokamy a perlami, tzv. bratinu, daroval Vladislavovi ruský car Michail I. Fjodorovič roku 1637. Prostřednictvím Habsburků se dostal do Uměleckohistorického muzea ve Vídni, kde je dosud vystaven.

## Vývod z předků
|                    |                                  |  |                 |                               |  |  |  |  |  |  |  | Erik Johansson Vasa |
|                    |                                  |  |                 |                               |  |  |  |  |  |  |  |                     |
|                    | Gustav I. Vasa                   |  |                 |                               |  |  |  |  |  |  |  |                     |
|                    |                                  |  |                 |                               |  |  |  |  |  |  |  |                     |
|                    |                                  |  |                 | Cecilia Månsdotter Eka        |  |  |  |  |  |  |  |                     |
|                    |                                  |  |                 |                               |  |  |  |  |  |  |  |                     |
|                    | Jan III. Švédský                 |  |                 |                               |  |  |  |  |  |  |  |                     |
|                    |                                  |  |                 |                               |  |  |  |  |  |  |  |                     |
|                    |                                  |  |                 | Erik Abrahamsson Leijonhufvud |  |  |  |  |  |  |  |                     |
|                    |                                  |  |                 |                               |  |  |  |  |  |  |  |                     |
|                    | Markéta Eriksdotter Leijonhufvud |  |                 |                               |  |  |  |  |  |  |  |                     |
|                    |                                  |  |                 |                               |  |  |  |  |  |  |  |                     |
|                    |                                  |  |                 | Ebba Eriksdotter Vasa         |  |  |  |  |  |  |  |                     |
|                    |                                  |  |                 |                               |  |  |  |  |  |  |  |                     |
|                    | Zikmund III. Vasa                |  |                 |                               |  |  |  |  |  |  |  |                     |
|                    |                                  |  |                 |                               |  |  |  |  |  |  |  |                     |
|                    |                                  |  |                 | Kazimír IV. Jagellonský       |  |  |  |  |  |  |  |                     |
|                    |                                  |  |                 |                               |  |  |  |  |  |  |  |                     |
|                    | Zikmund I. Starý                 |  |                 |                               |  |  |  |  |  |  |  |                     |
|                    |                                  |  |                 |                               |  |  |  |  |  |  |  |                     |
|                    |                                  |  |                 | Alžběta Habsburská            |  |  |  |  |  |  |  |                     |
|                    |                                  |  |                 |                               |  |  |  |  |  |  |  |                     |
|                    | Kateřina Jagellonská             |  |                 |                               |  |  |  |  |  |  |  |                     |
|                    |                                  |  |                 |                               |  |  |  |  |  |  |  |                     |
|                    |                                  |  |                 | Gian Galeazzo Sforza          |  |  |  |  |  |  |  |                     |
|                    |                                  |  |                 |                               |  |  |  |  |  |  |  |                     |
|                    | Bona Sforza                      |  |                 |                               |  |  |  |  |  |  |  |                     |
|                    |                                  |  |                 |                               |  |  |  |  |  |  |  |                     |
|                    |                                  |  |                 | Isabela Aragonská             |  |  |  |  |  |  |  |                     |
|                    |                                  |  |                 |                               |  |  |  |  |  |  |  |                     |
| Vladislav IV. Vasa |                                  |  |                 |                               |  |  |  |  |  |  |  |                     |
|                    |                                  |  |                 |                               |  |  |  |  |  |  |  |                     |
|                    |                                  |  | Filip I. Sličný |                               |  |  |  |  |  |  |  |                     |
|                    |                                  |  |                 |                               |  |  |  |  |  |  |  |                     |
|                    | Ferdinand I. Habsburský          |  |                 |                               |  |  |  |  |  |  |  |                     |
|                    |                                  |  |                 |                               |  |  |  |  |  |  |  |                     |
|                    |                                  |  |                 | Jana I. Kastilská             |  |  |  |  |  |  |  |                     |
|                    |                                  |  |                 |                               |  |  |  |  |  |  |  |                     |
|                    | Karel II. Štýrský                |  |                 |                               |  |  |  |  |  |  |  |                     |
|                    |                                  |  |                 |                               |  |  |  |  |  |  |  |                     |
|                    |                                  |  |                 | Vladislav Jagellonský         |  |  |  |  |  |  |  |                     |
|                    |                                  |  |                 |                               |  |  |  |  |  |  |  |                     |
|                    | Anna Jagellonská                 |  |                 |                               |  |  |  |  |  |  |  |                     |
|                    |                                  |  |                 |                               |  |  |  |  |  |  |  |                     |
|                    |                                  |  |                 | Anna z Foix                   |  |  |  |  |  |  |  |                     |
|                    |                                  |  |                 |                               |  |  |  |  |  |  |  |                     |
|                    | Anna Habsburská                  |  |                 |                               |  |  |  |  |  |  |  |                     |
|                    |                                  |  |                 |                               |  |  |  |  |  |  |  |                     |
|                    |                                  |  |                 | Vilém IV. Bavorský            |  |  |  |  |  |  |  |                     |
|                    |                                  |  |                 |                               |  |  |  |  |  |  |  |                     |
|                    | Albrecht V. Bavorský             |  |                 |                               |  |  |  |  |  |  |  |                     |
|                    |                                  |  |                 |                               |  |  |  |  |  |  |  |                     |
|                    |                                  |  |                 | Jakobea z Badenu              |  |  |  |  |  |  |  |                     |
|                    |                                  |  |                 |                               |  |  |  |  |  |  |  |                     |
|                    | Marie Anna Bavorská              |  |                 |                               |  |  |  |  |  |  |  |                     |
|                    |                                  |  |                 |                               |  |  |  |  |  |  |  |                     |
|                    |                                  |  |                 | Ferdinand I. Habsburský       |  |  |  |  |  |  |  |                     |
|                    |                                  |  |                 |                               |  |  |  |  |  |  |  |                     |
|                    | Anna Habsburská                  |  |                 |                               |  |  |  |  |  |  |  |                     |
|                    |                                  |  |                 |                               |  |  |  |  |  |  |  |                     |
|                    |                                  |  |                 | Anna Jagellonská              |  |  |  |  |  |  |  |                     |
|                    |                                  |  |                 |                               |  |  |  |  |  |  |  |                     |